# Andrejs Cigaņiks
Andrejs Cigaņiks (Riga, 12 de abril de 1997) es un futbolista letón que juega en la demarcación de defensa para el F. C. Lucerna de la Superliga de Suiza.

## Selección nacional
Tras jugar con la selección de fútbol sub-16 de Letonia, la sub-17, la sub-19 y con la sub-21, finalmente debutó con la selección absoluta el 13 de octubre de 2018. Lo hizo en un partido de la Liga de Naciones de la UEFA 2018-19 contra Kazajistán que finalizó con un resultado de empate a uno tras el gol de Baktiyar Zainutdinov para Kazajistán, y de Artūrs Karašausks para Letonia.

## Clubes
| Club                        | País         | Año       | Partidos | Goles |
| --------------------------- | ------------ | --------- | -------- | ----- |
| Viktoria Colonia            | Alemania     | 2016-2017 | 4        | 1     |
| FC Schalke 04 II            | Alemania     | 2017-2018 | 20       | 5     |
| SC Cambuur                  | Países Bajos | 2018-2019 | 33       | 2     |
| FK RFS                      | Letonia      | 2019      | 20       | 1     |
| FC Zorya Luhansk            | Ucrania      | 2020-2021 | 29       | 0     |
| FC DAC 1904 Dunajská Streda | Eslovaquia   | 2021-2022 | 45       | 3     |
| Widzew Łódź                 | Polonia      | 2023-2024 | 45       | 5     |
| F. C. Lucerna               | Suiza        | 2024-     | 37       | 1     |

## Palmarés

### Campeonatos nacionales
| Título          | Club   | País    | Año  |
| --------------- | ------ | ------- | ---- |
| Copa de Letonia | FK RFS | Letonia | 2019 |